# Mnemosyne ophirensis
Mnemosyne ophirensis är en insektsart som beskrevs av Van Stalle 1988. Mnemosyne ophirensis ingår i släktet Mnemosyne och familjen kilstritar. Inga underarter finns listade i Catalogue of Life.